# Disperse Yellow 49
Disperse Yellow 49 ist ein Methinfarbstoff aus der Gruppe der Dispersionsfarbstoffe, der im Textilbereich eingesetzt wird.

## Struktur
In der Literatur gibt es bezüglich der Struktur von Disperse Yellow 49 unterschiedliche Angaben. Historisch wurde dem Produkt Disperse Yellow 49 mit der CAS-Nummer 54824-37-2, dessen Struktur in der SciFinder-Datenbank nicht näher spezifiziert ist, die Verbindung mit einer Dicyanomethyl-Gruppe zugeordnet.
Die Strukturaufklärung eines aufgereinigten kommerziellen Produkts zeigt jedoch, dass die Struktur mit einer Dicyanovinyl-Gruppe und der CAS-Nummer 6858-49-7 korrekt ist.

## Eigenschaften
Disperse Yellow 49 ist als allergisierend eingestuft und wird im Ökotex Standard 100 gelistet.

## Externe Links zu erwähnten Verbindungen
1. ↑  Externe Identifikatoren von bzw. Datenbank-Links zu Disperse Yellow 49 (CAS 54824-37-2):  CAS-Nr.: 54824-37-2, EG-Nr.: 611-202-9, ECHA-InfoCard: 100.112.433, PubChem: 102594543, ChemSpider: 38236439, Wikidata: Q110868215.